# Schlosskirche (Gleisenau)

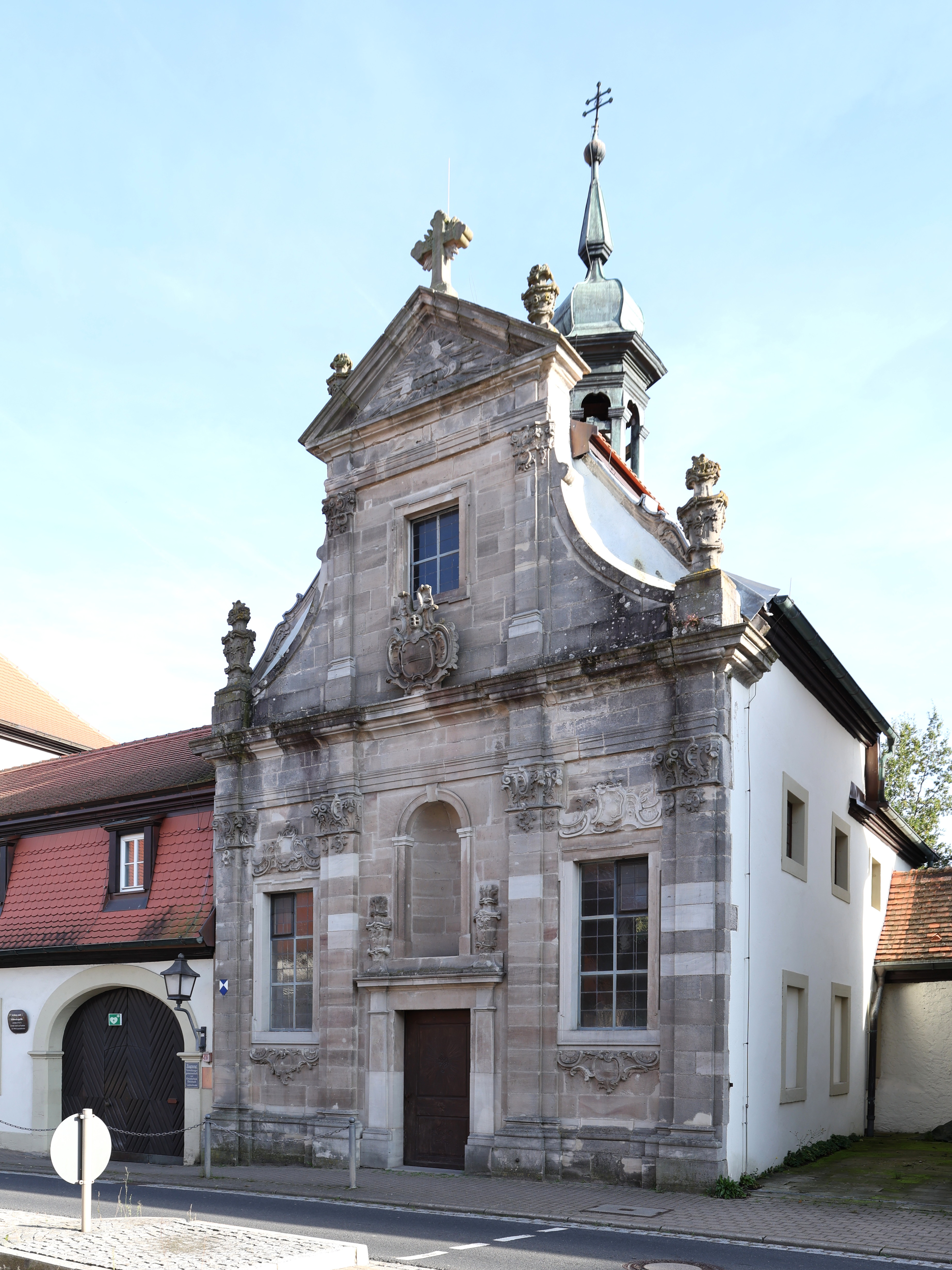
Schlosskirche in Gleisenau

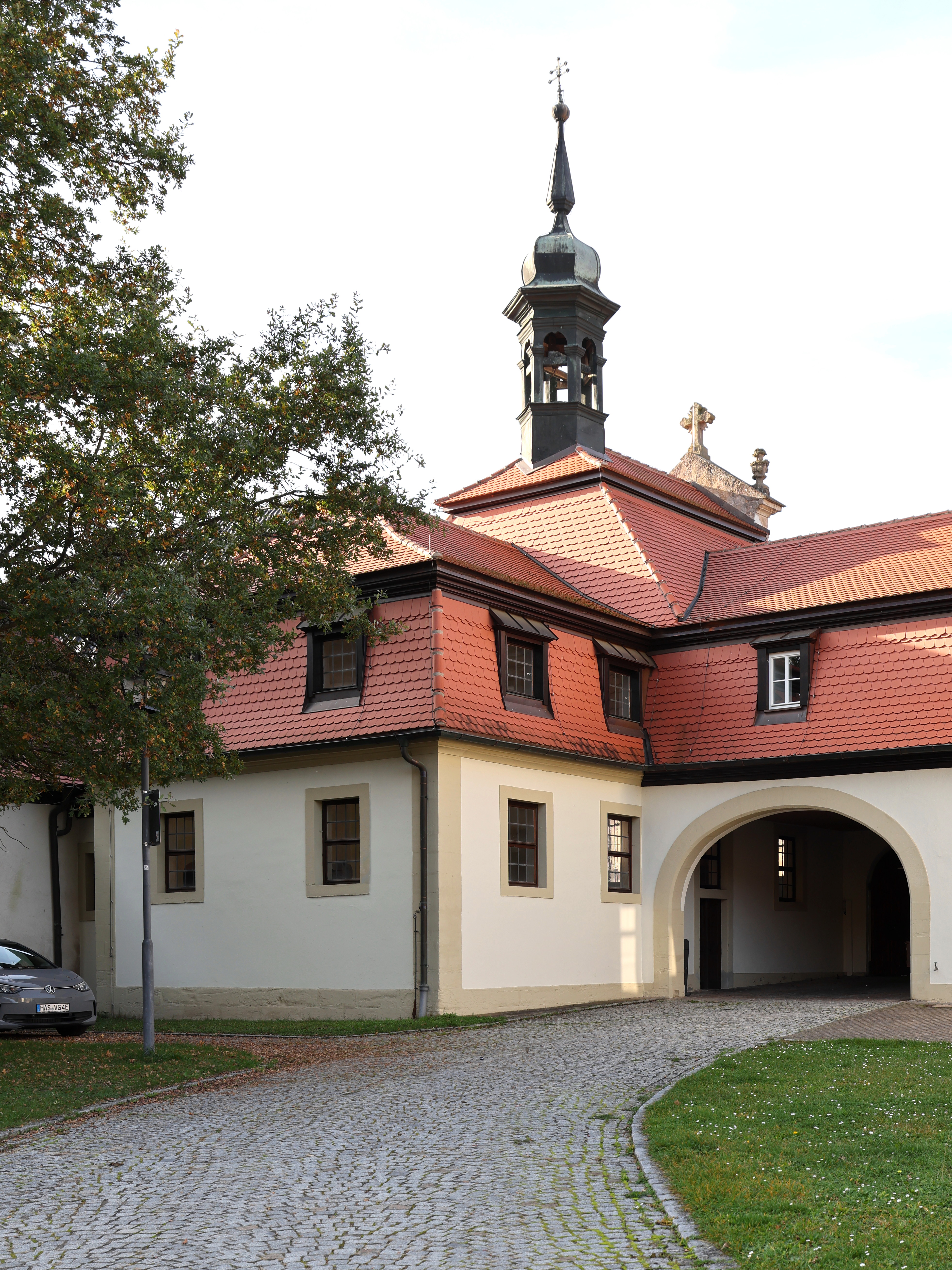
Schlosskirche in Gleisenau

Die römisch-katholische Schlosskirche ist ein denkmalgeschütztes Kirchengebäude in Gleisenau, einem Gemeindeteil von Ebelsbach im unterfränkischen Landkreis Haßberge (Bayern). Im Jahr 1772 entstand die giebelständige Saalkirche.

## Beschreibung
Im Jahr 1767 erwarb der Bamberger Domdechant Otto Philipp Erhart Ernst Groß von Trockau das Schloss Gleisenau. Groß von Trockau veranlasste eine Neugestaltung des Schlosses. Dabei entstand 1772 neben dem Ökonomiebau eine Schlosskapelle im Stil des Rokoko.
Es ist ein giebelständiger Saalbau. Aus dem Mansarddach des verputzten Langhauses erhebt sich ein sechseckiger, mit einer Zwiebelhaube bedeckter Dachreiter, in dessen Glockenstuhl eine Kirchenglocke hängt. Die Fassade aus Quadermauerwerk hat einen Schweifgiebel mit dem Wappen derer von Groß von Trockau und ist mit Pilastern in drei Bereiche gegliedert, von denen das mittlere das Portal enthält. Die Wände und die Decke des Innenraums sind durch Scheinarchitektur gekennzeichnet. Drei Gemälde aus dem späten 17. Jahrhundert zeigen Szenen aus dem Leben von Jesus Christus.
Die Gemeinde Ebelsbach, ab 1994 Eigentümer des Schlossareals, nutzt die Kapelle für standesamtliche Trauungen.